# Cercle de Ségala
Le cercle de Ségala est une circonscription administrative malienne instauré en 2023, il constitue le 9e cercle de la région de Kayes.

## Géographie
Le cercle compte 5 communes et s'étend à l'est du chef-lieu régional Kayes.

## Histoire
Lors de la réforme administrative de 2023, les communes de Ségala, Kouniakary, Maréna Diombougou, Marintoumania sont soustraites du cercle de Kayes, la commune de Tringa est soustraite du cercle de Yélimané pour former le 9e cercle de la région de Kayes.

## Administration
Instauré en 2023, le cercle codé en 0109 compte deux arrondissements, 5 communes et 44 VFQ : villages, fractions et quartiers. 
| Code   | Arrondissement                   |
| ------ | -------------------------------- |
| 010901 | Arrondissement central de Ségala |
| 010902 | Arrondissement de Maréna         |

| Code     | Commune           | Chef-lieu         | VFQ | Superficie (km2) |
| -------- | ----------------- | ----------------- | --- | ---------------- |
| 01090101 | Ségala            | Ségala            | 20  | 1051             |
| 01090102 | Kouniakary        | Kouniakary        | 1   | 27               |
| 01090103 | Maréna Diombougou | Maréna Diombougou | 9   | 233              |
| 01090104 | Marintoumania     | Marintoumania     | 10  | 557              |
| 01090201 | Tringa            | Maréna Tringa     | 4   | 646              |